# Eilean Dubh
Eilean Dubh (del gaélico escocés:  ‘isla negra’) se la conoce como Glen Caladh Island está situada frente a la costa de la península de Cowal, en los Kyles of Bute, al oeste de las Burnt Islands.

## Descripción
La isla mide aproximadamente 0.3 km de largo y su punto más alto se encuentra a 19 m s. n. m. Está prácticamente cubierta de bosque.
Aunque Eilean Dubh se encuentra deshabitada, los propietarios de la isla tienen aquí su cementerio familiar. Hay también una luz de ayuda a la navegación en el extremo norte de la isla. 
La isla forma un ideal puerto natural, Caladh Harbour en la costa que da a Cowal.